# Herbert Meinhard Mühlpfordt

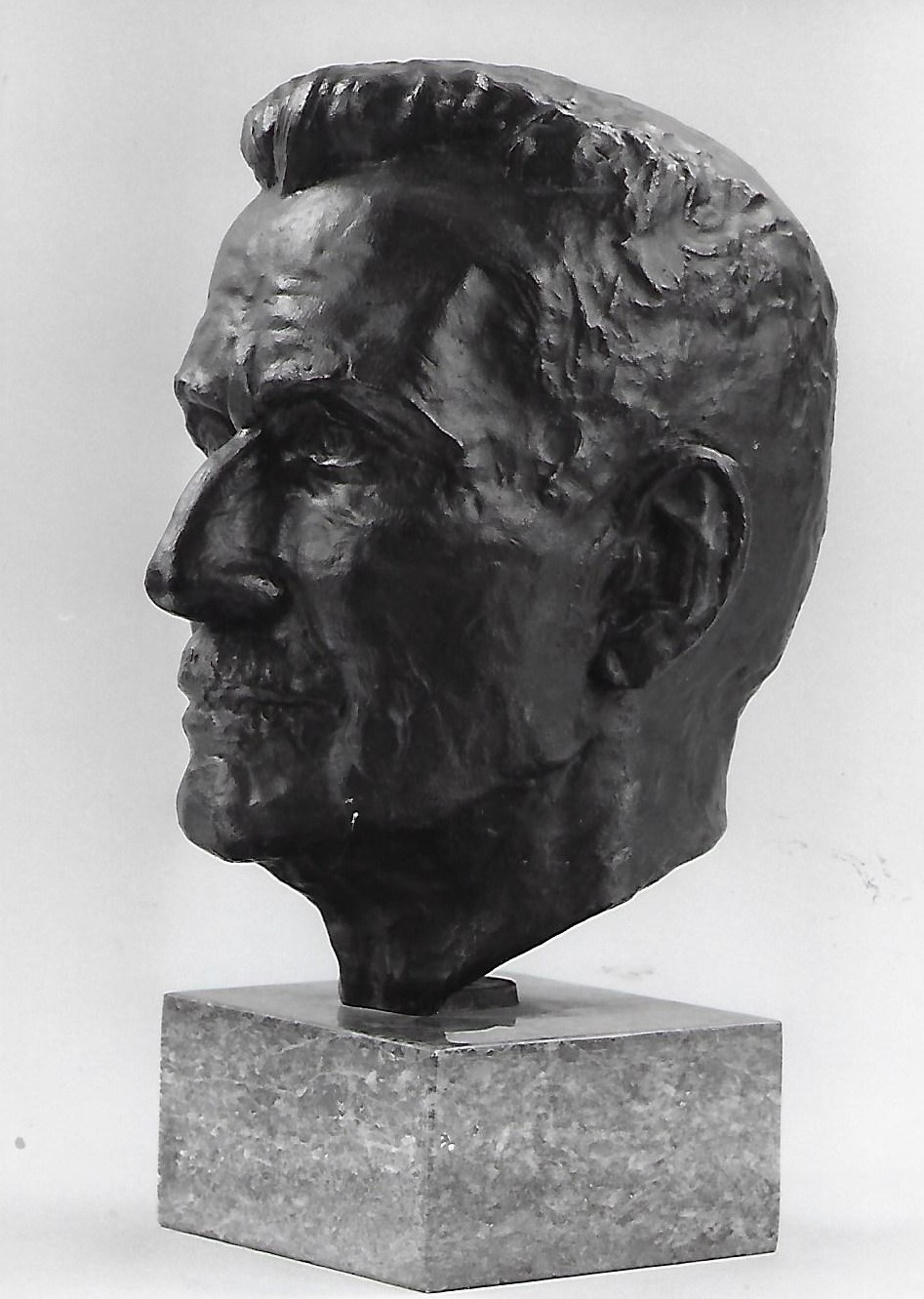
Bronzebüste Mühlpfordts von Georg Fuhg

Herbert Meinhard Mühlpfordt (* 31. März 1893 in Königsberg i. Pr.; † 9. Oktober 1982 in Lübeck) war ein deutscher Arzt, Heimatforscher und Schriftsteller. Wie kein anderer bezeugt er das kulturelle Erbe von Ostpreußens Provinzialhauptstadt.

## Leben
Als Sohn des Dentisten Meinhard Mühlpfordt und seiner Frau Clara geb. Adloff besuchte Mühlpfordt das Collegium Fridericianum. Nach dem Abitur studierte er Medizin, Literatur und Kunstgeschichte an der Albert-Ludwigs-Universität Freiburg (1912), der Universität München (1912/13) und der Universität Königsberg (1913/14). Kurz nach Ausbruch des Ersten Weltkrieges meldete er sich am 17. August 1914 als Freiwilliger. Erst am 31. Dezember 1918 entlassen, nahm er das Studium 1919 wieder auf. Nach Zwischensemestern und dem Staatsexamen im März 1920 wurde er im April 1920 zum Dr. med. promoviert. Nach zwei Jahren an der Charité ließ er sich 1922 in Allenstein nieder. Von 1929 bis 1937 war er Leitender Abteilungsarzt für Dermatologie im St. Marien-Hospital Allenstein. 1937 eröffnete er in Königsberg eine eigene Arztpraxis. Im Zweiten Weltkrieg diente er als Stabsarzt und Oberstabsarzt in der Wehrmacht. Aus Gesundheitsgründen 1944 entlassen, war er von Januar bis April 1945 Flüchtlingsarzt in Pillau und auf der Frischen Nehrung. Dort erlebte er die Flucht und Evakuierung der Zivilbevölkerung und den Zusammenbruch der kämpfenden Truppe in der Schlacht um Ostpreußen. Sechs Tage nach der Kapitulation der Festung Königsberg entkam Mühlpfordt im Unternehmen Hannibal nach Wismar. Noch im Mai 1945 eröffnete er eine internistische Praxis in Lübeck, die er bis 1959 betrieb. Mühlpfordt lebte 52 Jahre in Königsberg und 38 Jahre in Lübeck.

## Forschungstätigkeit
Als Natur- und Kunstfreund und als begeisterter Bergsteiger reiste Mühlpfordt viel. Zur Landeskunde Ostpreußens und Westpreußens, vor allem zur Dokumentation der Kulturgeschichte und Geistesgeschichte Königsbergs, schrieb er elf Bücher und über 200 Aufsätze und Beiträge für Zeitungen und Zeitschriften. Besonders zum Königsberger Theaterleben schrieb er viele Artikel im Ostpreußenblatt. Sein Roman Der goldene Ball gibt einen Einblick in das wilhelminische Leben der Königsberger Gesellschaft um 1900. Am bekanntesten dürfte heute sein Stadtlexikon sein, auf das sich Robert Albinus in vielen Artikeln seines Lexikons bezieht. Seine kulturhistorischen Beiträge zum „Königsberger Rokoko“ beleuchten das so vergessene wie unvergleichliche Königsberger Jahrhundert. Die acht Skizzen wurden von Peter Wörster und der J. G. Herder-Bibliothek Siegerland zu Mühlpfordts diamantenem Doktorjubiläum herausgegeben. Mit Otto Besch teilte Mühlpfordt eine besondere Liebe zu E. T. A. Hoffmann. In der Nachkriegszeit in Deutschland engagierte er sich im Göttinger Arbeitskreis.

## Ehrungen
- Mitglied der Historischen Kommission für ost- und westpreußische Landesforschung (1969)
- Goldene Ehrennadel der Landsmannschaft Ostpreußen (1970)
- Königsberger Bürgermedaille (1977)

## Veröffentlichungen (Auswahl)
- Unsterbliches Königsberger Schloß. Zehn Essays, herausgegeben von Peter Wörster. Frankfurt am Main 2004, ISBN 978-3-631-39916-3
- Welche Mitbürger hat Königsberg öffentlich geehrt? Würzburg 1963
- Königsberger Skulpturen und ihre Meister 1255–1945 (= Ostdeutsche Beiträge aus dem Göttinger Arbeitskreis 46). Würzburg 1970 (Digitalisat).
- Königsberg von A bis Z. Ein Stadtlexikon, 2. Auflage. München 1976, ISBN 3-7612-0092-7
- Tiergeschichten: Von Elchen, Karnickeln, Spatzen und Hunden. Wuppertal, o. J. (1973?), ISBN 3-87434-334-0
- Der goldene Ball. Ein Familienroman unserer Zeit. Mannheim 1977, ISBN 3-8083-1278-5
- Ostpreußische Märchen. Was die Sonnenstrahlen erzählten und noch mehr fürs Kinderherz.
- Königsberger Leben im Rokoko. Bedeutende Zeitgenossen Kants, hrsg. von Peter Wörster. Herder-Bibliothek Siegerland, Siegen 1981
- Gespenster Geschichten. Wuppertal 1976
- Königsberger Leben in Bräuchen und Volkstum, um 1980
- Der Siegener Bildhauer Johann Friedrich Reusch – Leben und Werk. Zum 75. Todestag am 15. Oktober 1981. Siegerland, um 1981